# Schloss Weissenegg
Schloss Weissenegg är ett slott i Österrike.   Det ligger i distriktet Leibnitz och förbundslandet Steiermark, i den östra delen av landet, 160 km söder om huvudstaden Wien. Schloss Weissenegg ligger 301 meter över havet.
Terrängen runt Schloss Weissenegg är huvudsakligen platt, men åt sydost är den kuperad. Runt Schloss Weissenegg är det ganska tätbefolkat, med 111 invånare per kvadratkilometer.. Närmaste större samhälle är Graz, 18,7 km norr om Schloss Weissenegg. 
I omgivningarna runt Schloss Weissenegg växer i huvudsak blandskog.